# Mari (Cypr)
Mari (gr. Μαρί) – wieś w Republice Cypryjskiej, w dystrykcie Larnaka. W 2011 roku liczyła 158 mieszkańców.